# Leçons de Ténèbres
Con Leçons de Ténèbres pour le Mercredi Saint (francese: "Lezioni delle tenebre per il mercoledì santo"), dette anche semplicemente Leçons de Ténèbres, si indicano tre composizioni di François Couperin, scritte nel 1714 per le liturgie della Settimana Santa nell'abbazia di Longchamp. Questi brani utilizzano il testo delle Lamentazioni di Geremia, tratte dell'Antico Testamento, nelle quali il profeta deplora la distruzione di Gerusalemme da parte di babilonesi. Nella tradizione cattolica simboleggiano la solitudine di Gesù, tradito da Giuda.
Anche altri compositori francesi hanno scritto "Lezioni delle tenebre", le più note delle quali sono quelle di Marc-Antoine Charpentier, Jean Gilles e Michel Delalande. Di fuori della Francia si possono trovare opere simili nei lavori di Carlo Gesualdo, Thomas Tallis, Tomás Luis de Victoria e Jan Dismas Zelenka.
La composizione di Couperin è per due cantanti solisti e basso continuo e si divide in tre lezioni (altre sei sono andate perdute).

## Discografia
- Ténèbres du premier jour, Les Demoiselles de Saint Cyr, Emmanuel Mandrin
- Nadine Sautereau e Jeannine Collard, dirette da Laurence Boulay, 1954 (Erato).
- Judith Nelson ed Emma Kirkby, con Jane Ryan e Christopher Hogwood, 1978 (L'Oiseau-Lyre)
- Alfred Deller e il Deller Consort, 1987 (Harmonia mundi); ristampato nella raccolta "French and Italian Discoveries 1200-1700", 2008 (Vanguard).
- René Jacobs ed il Concerto Vocale (Harmonia mundi).
- Gérard Lesne e l'ensemble Il Seminario Musicale, 1993 (Harmonic Records).
- Sandrine Piau e Véronique Gens, con Christophe Rousset all'organo 1997 (Decca).
- Sophie Daneman e Patricia Petibon, Les Arts Florissants, William Christie, 1997 (Erato).